# الإجهاد الإعلامي
الإجهاد الإعلاميّ، هو كِناية عن الإرهاق النفسي نظرًا للإغراق المعلوماتي الإعلامي خصوصًا من الوسائل الإخبارية ووسائط التواصل الاجتماعي. قد ساهمَ الإنترنت في انتشار الإجهاد الإعلامي بشكلٍ كبير وذلك بسبب سهولة الوصول للمعلومات الكثيرة وسهولة انتشارها، إنَّ الإرهاق النفسيّ الذي يُسببه هذا النوع من الإجهاد منَ الممكن أن يؤدِّي إلى عِدة نتائج سلبية تَضُمّ التقلب الانفعالي وازدياد الضغط والشعور بالحِمل الزائد أو المُعاناة من اضطراب المعالجة الحسية. الإجهاد الإعلامي من الممكن أن يؤدي إلى تفادي وسائل الإعلام أو الاختيار المتعمّد لنوع وكمية المعلومات التي يتم التعرض لها.

## الوسائط الإعلامية الإخبارية والسياسية
التعرض المتكرر للموضوع عينه عن طريق الإعلام لمدة طويلة أثبت أنه يمكن أن يُفضي إلى إجهاد إعلامي ، فعلى الرغم من أنه لا يوجد تعريف واحد للتعب النفسي إلا أنه من الممكن وصفه بالمشاعر السلبية مثل التوتر والارتباك والإرهاق واضطراب المعالجة الحسية. يقترح جور وميتاج بأنّ بعضَ الأمثلة على هذه الظاهرة قد ظهرت كاستجابة للتغطية الإعلامية عن فيروس كورونا وخروج بريطانيا من الاتحاد الأوروبي وتغيّر المَناخ. وكذلك فإنَّ التغطية الإضافية للموضوع نفسه لمدةٍ طويلة من الزمن يمكن أن يُسبب الاستنزاف الجسدي والذهني؛ حيث سيقوم الأشخاص المنخرطين في الإعلام بالانصراف لخطط التفادي لكيلا يشاهدوا هذا الموضوع المحدد استجابةً للإجهاد المُدرك، فكلَّما رأى الفرد أنَّ الإعلام يتحدث عن هذا الموضوع كلَّما ما أصبح غيرَ مبالٍ وذلك بالنسبة للمواضيع الثقيلة معنويًا على وجهٍ أخص. يمكن لهذا الإرهاق أن يأتي من نشرة الأخبار والترويج السياسي والإنساني والإذاعة والجرائد ووسائط التواصل الاجتماعي...إلخ، إنَّ مفهوم تجنب الأخبار يدُل على الجهود المبذولة لتجنب الارتباط بهذا الموضوع الذي يجعل المشاهد قلقًا، إنّ الموضوعات التي يعاد تكرارها في الأخبار مثلَ التغطية الإخباريّة المتعلّقة بالأزمات ومن الممكن أن تُسفِر عن مشاعر قلق مربكة.

## وسائل التواصل الاجتماعي
إنَّ وسائل التواصل الاجتماعي أمست جزءًا هامًا من حياتنا اليومية؛ إذ أنَّ قُرابة ٣ بليون شخص قد أصبح مشتركًا بشكلٍ من الأشكال في منصة من منصات هذه الوسائل، الوسائط الاجتماعية لديها تأثيرٌ مُماثل على الإجهاد والتفادي الإعلاميّ، أثبتت دراسات عِدة أنَّ الآثار التي أحدثتها وسائل التواصل الاجتماعي على نِطاق انتباهنا تُظهِر كيفَ أنَّ مُجتمعنا ذو الوتيرة المتسارعة يُؤثر بدورِه على قُدرتنا على التركيز على شيءٍ واحد في وقتٍ واحد، في الحقيقة لقد تمّت الإشارة بأنَّ مدى انتباهنا قد قل ليصل إلى ٨ ثوان فقط. أوضحت الدراسات أنَّ كَثرَة استعمال وسائط التواصل الاجتماعي يُؤدي إلى الإغراق المعلوماتي والإرهاق الإدراكي، لأنَّ الكَثير من مستخدمي هذه الوسائل يحصلون على الأخبار من خلال مواقع التواصل بالإضافة لتحديثات الآخرين والمعلومات المنتشرة؛ فذلك يمكن أن يؤدي إلى إرهاق وإجهاد وضغط نفسي أكبر من وسائل الإعلام التقليدية. بسبب مخاوف الخصوصية والكشف عن الذات اللذان يعتبران جانبين فريدين بوسائل التواصل الاجتماعي فإنَّ هذه الوسائل قد أظهرت بأنها تحدث إرهاق أكبر، فهذين الجانبين يتطلبان ملاحظة بكيفية تواصل وتفاعل الشخص على هذه الوسائط إن كان الشخص يظهر بهويته الحقيقة وذلك يحدث المزيد من الإجهاد مقارنة بالوسائط التقليدية، كذلك لاحظت دراسة عبر الإنترنت في ليتوانيا أنَّ الإجهاد بسبب وسائل التواصل الاجتماعي قد ارتفع خلال جائحة كورونا، لأنَّ وسائل التواصل الاجتماعي هي الوسيلة الأساسية للتواصل خلال الحجر الصحي فقد كبر حضورها في حياة الأشخاص مقارنةً بفترة ما قبل الجائحة، أدّت هذه الأدوار بدورها لكثرة استخدام هذه الوسائط. كتبت فوربس مقالةً عن الطرق المختلفة لتجاوز الإجهاد الاجتماعي موضحةً السُّبل المختلفة التي من الممكن تطبيقها لكيلا نسمح لوسائل التواصل الاجتماعي بالتأثير على يومنا أو حياتنا اليومية. أولاً، من المهم أن نأخذ خطوة بعيدًا وننغمس في نشاطات غير تقنية خصوصًا لأنَّ أيامنا أصبحت مستنزفة بهذه الوسائط خلال الجائحة، هذه النشاطات تتضمن الرسم والطَّبخ والخبز والخروج في نُزَه ولِقاء الأصدقاء...إلخ، من ثَمّ بإمكاننا أن نُحسن انتقاء الكيفية التي نستخدم بها هذه الوسائط، هذا يعني أن نختار مِنصة واحدة لاستخدامها لمدةٍ قصيرةٍ من الزمن عندما نكون على هواتفنا المحمولة وذلك يُصغِّر بدوره كثرة المعلومات والإجهاد، بِما أنَّ الكثير من وظائف الأشخاص تتمحور حول هذه الوسائط فإنّه مِن الصَّعب أن يسحب المرء نفسه بعيدًا عن الشاشات خلال اليوم، رغمًا عن ذلك من المهم جدًا أن يأخذ المرء فترات راحة وألاَّ يقضيَ اليوم بِطولِه على الشاشات وذلك يجعل المرء أكثر إبداعًا وإنتاجية عند العودة للعمل على الوسائل التواصل الاجتماعي.

## تفادي الإعلام
من الممكن تنفيذ التفادي عند اختيار التطبيق الذي سنستخدمه. مثال على ذلك؛ الاختيار الفعَّال لمصدر واحد للمعلومات عِوضًا عن مصدر آخر ويمكن الابتعاد أيضًا أثناء الاستخدام عن طريق تغيّر القناة أو تجاهل الرسالة الواردة على سبيل المثال. يقترح تيلو هارتمان أن يهتمَّ الأشخاص بسلوك التفادي لتجنب التنافر الفكري لأن الرسائل التي يستقبلونها تتحدى نظام القناعات الحالي، "مثلاً ممكن أن يحدث التنافر بسبب الإنهاك الادراكي الذي يؤدي بدوره إلى التوقف عن مشاهدة للتلفاز.". يوجد تدعيمٌ نظريٌ آخر بخصوص تحليل التكلفة والعائد الذي يقوم به مستخدم الوسائط سواءً أكان مقصودًا أو غيرَ مقصود؛ بحيث يوجد فوائد وتكاليف لاستخدام وسائل الإعلام وبسبب هذا فإنَّ الشخص من الممكن أن يختار الابتعاد عن الإعلام لتجنب هذه التكاليف التي تتمثّل في المال والوقت والجهد الجسدي والذهني واحتمالات الشعور بالذنب والخوف والانزعاج وعدم الانسجام. بالإضافة إلى ذلك فإنَّ عادات استخدام الوسائط من الممكن أن تشتمل على الابتعاد الانتقائي الذي يعني أنَّ المستخدم يختار بنفسه التعرض لمواضيع وأخبار محددة عبر الإنترنت. تسمح تقنيات الانتقاء على وسائل التواصل الاجتماعي للمستخدمين فائدة أن يُقدَّم لهم المحتوى الذي يدعم آرائهم الشخصية، بسبب هذه الخاصية يمكن أن يقضي المستخدم وقتًا أطول على هذه الوسائط، باختصار فإن الابتعاد الاختياري هو نتيجة للإجهاد المعلوماتي الذي يُحفِّز المستخدم لأن يأخذ خطوات لمنع الشعور بالارتباك الذي يتولَّد عندما يظهر موضوع معين.

## الإجهاد بسبب تطبيق (زووم)
تُعرِّف رينا ريدل الإجهاد بسبب تطبيق زووم بالشعور للميل لتجنب برنامج المؤتمرات عن طريق الفيديو وذلك بسبب الاستخدام المفرط له. فيما يتعلق بجائحة كورونا فإنَّ هنالك اعتماد على برنامج المؤتمرات عن طريق الفيديو للبقاء على تواصل من الأشخاص الذين لا يعيشون في المنزل نفسه، بينما أنَّ هذا المصطلح يشير بشكل مباشر لبرنامج المؤتمرات عبر الشبكة إلا أنه يمكن استخدامه للإشارة لجميع البرامج الأخرى التي تملك الخاصية نفسها والتي تم استخدامها خلال الجائحة، أصبح زووم جزءًا أساسيًا من حياتنا ليومية خلال السنتين الماضيتين مع انتشار الجائحة. جميع الأشخاص يقومون باستخدام زووم وذلك يتضمن الطلاب والمعلمين والموظفين ومدراء الأعمال...إلخ. الانتقال من الالتقاء الشخصي وجهاً لوجه إلى الالتقاء عبر الشاشة لم يكن سهلاً لكثير من الأشخاص وأيضًا فإنَّ تعلم كيفية استخدام البرنامج والمحادثة عبر الشاشة قد أثّرا على الكثيرين وذلك أدّى إلى الإجهاد، تُشير كلٌ من ليز فوسلين وميلي دفي إلى أنَّ مكالمات زووم كانت مُرهِقة وأدت إلى الإجهاد لأنهم "يقومون بإجبارنا على التركيز باهتمام أكبر على المحادثات لامتصاص المعلومات". "كان زووم هو الحل الذي لجأ إليه الجميع عندما منعنا الحجر الصحي من الّلقاء شخصيًا"؛ لذلك كان يجب علينا أن نأتي بحلولٍ وطرقٍ للمساعدة في موضوع الإجهاد لأننا لم نقدر لأن نرجع للحياة الاعتيادية، بعض من هذه الإصلاحات والحلول تقترح علينا ألاَّ نقوم بعمل أكثر من شيء خلال لقاءات زووم أو أن نصرف انتباهنا عنها؛ كذلك أن نخطط لأخذ فترات راحة بين المكالمات للحصول على وقتٍ بعيدًا عن الشاشة ولكيلا نستنزف الاجهاد المعلوماتي أكثر وأخيرًا أن نقلل من وقت الاجتماعات إن كانت لدينا الصلاحية لعمل ذلك...إلخ.